# Xavier Le Pichon
Xavier Le Pichon (Qui Nhon (Vietnam), 18 juni 1937 – 22 maart 2025) was een Frans geofysicus. Le Pichon is bekend om zijn onderzoek naar platentektoniek en geodynamica. 

## Levensloop
Le Pichon studeerde in Caen en Straatsburg natuurkunde, en promoveerde in 1966 op geofysisch onderzoek van de Mid-Atlantische Rug. Vanaf 1963 was hij onderzoeksassistent aan de Columbia University in New York. In 1968 publiceerde hij een plaattektonisch model, waarin de wereld verdeeld wordt in zeven grote en een aantal kleine tektonische platen. In 1969 vertrok hij naar Brest, waar hij hoofd van het geologisch departement van het Centre National pour l'Exploitation des Océans werd. In 1978 werd hij hoogleraar aan de Université Pierre-et-Marie-Curie in Parijs, sinds 1986 was hij hoogleraar aan het Collège de France.
Hij overleed in maart 2025.